# アウグストゥス (称号)
アウグストゥス（Augustus）は、歴代のローマ皇帝の称号のひとつ。この語はラテン語で「威厳者」または「尊厳者」を意味する。アウグストゥスの名は、初代ローマ皇帝アウグストゥス（オクタウィアヌス）を指すことが多いが、彼の後はローマ帝国の皇帝を示す最高の称号として用いられるようになった。ローマ帝国が崩壊した後も、特に神聖ローマ帝国などヨーロッパでは貴族の男性の名前（アウグスト）に用いられることがある。女性形はアウグスタ（Augusta）。

## アウグストゥスの称号とローマ皇帝
アウグストゥスの称号を名乗ることでローマ皇帝に就任すると考えられることがあるが、これは誤解である。確かにアウグストゥスはローマ皇帝にとって重要な称号ではあるが、3世紀のディオクレティアヌス帝の時代までは、法的にはその称号は何の職位または権限も表さなかった。
そもそも、「ローマ皇帝」というのは、そのような単一の職位があるのではなく、並外れて多くの職位を一人が集中して兼任した状態である。アウグストゥスの称号は、そのような数多くの職位を集中して兼任する者が誰であるかをはっきり示して称える呼び名である。
初代のアウグストゥス（すなわち初代ローマ皇帝）は、ガイウス・ユリアス・カエサル・オクタウィアヌスである。彼は、紀元前27年1月16日に元老院からこの称号を授与され、その日以降、正式に「インペラトル・カエサル・アウグストゥス」（Imperator Caesar Augustus）に改名した。そして、オクタウィアヌスがアウグストゥスを名乗ってから40年間にわたり、彼は以下のように様々な公職や権力を集中して兼任し、自身が特別な地位であると認めさせ、後に続くしきたりを築き上げた。
さらに、オクタウィアヌスは、ローマ皇帝の呼び名のしきたりも定めた。歴代ローマ皇帝は、「インペラトル」「カエサル」「アウグストゥス」の3つの称号を名乗ることになるが、この中で、「インペラトル」はローマ皇帝以外にも存在する称号で、「カエサル」はユリウス氏族の家族名なので、ローマ皇帝だけが名乗るタイトルは「アウグストゥス」だけである（ただし、ローマ皇帝の母や妻は女性形の「アウグスタ」（Augusta）を名乗ることがある）。
このように、「ローマ皇帝」という公職は存在しないが、オクタウィアヌスによって、上記の全権力を兼務する最高権力者としてのローマ皇帝が確立された。そして、「アウグストゥス」の名前も、法律上は意味を持たないが、ローマ皇帝を象徴する名前として認知されるようになった。

## 皇帝一門の女性の称号
アウグストゥスの女性形が「アウグスタ」で、皇帝一門の女性に例外的に贈られる称号である。女性にとってこれ以上の称号はなく、神にも喩えられるような立場を意味した。
初めてアウグスタを名乗ったのは、初代皇帝アウグストゥス（オクタウィアヌス）の妻のリウィア・ドルシッラで、夫の遺言によって称号を授かった（西暦14年）。このため、彼女はユリア・アウグスタとしても知られる。オクタウィアヌスが模範となって後継者達がアウグストゥスを名乗ったように、リウィアが模範となって後継の女性たちにアウグスタを名乗る者が現れた。
小アグリッピナも夫クラウディウス帝の権威によってアウグスタの称号を得た。この後、彼女は息子ネロを皇帝とすることに成功したが、数年後にその息子によって暗殺された。また、リウィアも息子（リウィアが前夫との間にもうけた子であるティベリウス）を皇帝にした後にその息子によって疎まれ晩年は不遇であった。

## ローマ帝国分割の時代
3世紀にディオクレティアヌス帝がテトラルキア（四分統治）を創設すると、ローマ帝国は東と西に分けられ、東西それぞれに正帝と副帝の2人ずつの皇帝が存在することになった。そして、「アウグストゥス」は東西の「正帝」の称号と定められ、「カエサル」が「副帝」の称号と定められた。
東ローマ帝国はギリシア語圏を主な領土としていたために、前述の皇帝の主な称号は7世紀にはギリシャ語に置き換わった。"imperator"（インペラトル）は "autokratôr"（アウトクラトール） に、"caesar"（カエサル）は "kaisar" （カイサル）に、"augustus"（アウグストゥス）は "augustos" （アウグストス。または "sebastos" セバストス）になった。また元々はギリシア語で「王」を示す言葉だった「バシレウス」も称号として用いられるようになった。そしてギリシア語化した称号は、東ローマ帝国において1453年の帝国滅亡まで使用された。ただし、11世紀以降はカイサルやセバストスの称号は皇帝以外の人間も使う爵位となった。

## 神聖ローマ帝国
神聖ローマ帝国では、皇帝の意味で用いられるラテン語称号は「インペラトル・アウグストゥス」で、ドイツ語称号は「カエサル」をドイツ語化した「カイザー」(Kaiser) だった。